# Anedżib
Anedżib (lub Adżib, także znany jako Hor-Anedżib, Hor-Adżib i Enezib) – władca starożytnego Egiptu z I dynastii. Według historyka Manetona, jego panowanie trwało 26 lat; według Papirusu Turyńskiego - 74 lat. Współcześnie egiptolodzy i historycy uważają, że rzeczywiście panował on ok. 8-10 lat.

## Źródła archeologiczne
Aniedźib jest dobrze udokumentowany w źródłach archeologicznych. Jego imię się pojawia na inskrypcjach na naczyniach, pieczęciach na urnach oraz metkach z kości słoniowej. Wszystkie te obiekty pochodzą z Abydos i Sakkary.

## Tożsamość
Informacje na temat pochodzenia i rodziny Anedżiba są szczątkowe. Uważa się, że jego ojcem mógł być jego poprzednik Den, a żoną kobieta Betrest (dlatego, że na Kamieniu z Palermo jest ona nazwana matką jego następcy Semercheta), jednakże wyraźne dowody na to nie zostały jeszcze znalezione.

## Rządy
Lata panowania:
- 2995 p.n.e. – ? (Grimal)
- 2892–2886 p.n.e. (Kwiatkowski)
- 2910–2890 p.n.e. (Schneider)

Był synem poprzedniego władcy Dena i królowej Merneit, jego bratem był prawdopodobnie Semerchet.

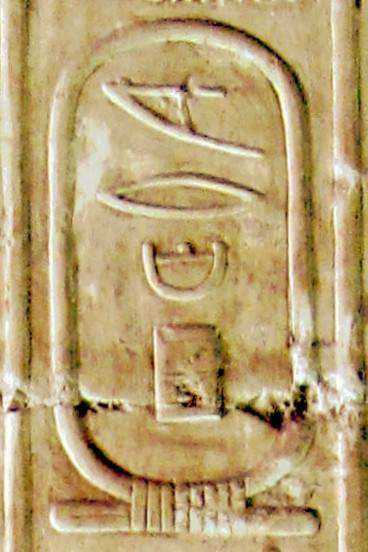
Kartus z imieniem Merbiape, Lista Królów z Abydos

## Tytulatura
Na Liście Królów z Abydos imię władcy zapisano jako Meripubia/Meribiap, na Liście Królów z Sakkary i Papirusie Turyńskim zapis brzmi Merbapen/Merbiapen w zależności od opracowań.
| G5 |

| G5 |

| V27 · F34 |

| V27 · F34 |

| V27 · F34 |

| V27 · F34 |

| G5 |

| G5 |

| V27 · F34 |

| V27 · F34 |

| V27 · F34 |

| V27 · F34 |

| G8 |

| G8 |

| G7 | G7 | U6 | N42 · Q3 |

| G7 | G7 | U6 | N42 · Q3 |

| G7 | G7 | U6 | N42 · Q3 |

| G7 | G7 | U6 | N42 · Q3 |

| G8 |

| G8 |

| G7 | G7 | U6 | N42 · Q3 |

| G7 | G7 | U6 | N42 · Q3 |

| G7 | G7 | U6 | N42 · Q3 |

| G7 | G7 | U6 | N42 · Q3 |

Nebti Anedżiba odczytano jako Merpabia, tłumaczy się to jako „Ukochany Niebiańskiego Tronu”:
| V26 · F34 |

Imię zgodnie z zapisem na Liście Królów z Abydos:  Meri-bia-pe
|          |          |
| \| \| \| |          |
|          |          |
| U6 · D21 | N41 · Q3 |

| U6 · D21 | N41 · Q3 |

|          |          |
| \| \| \| |          |
|          |          |
| U6 · D21 | N41 · Q3 |

| U6 · D21 | N41 · Q3 |

Imię zgodnie z zapisem na Liście Królów z Sakkary: Meri-ba-pen
|             |         |          |
| \| \| \| \| |         |          |
|             |         |          |
| U6 · D21    | R7 · Z1 | Q3 · N35 |

| U6 · D21 | R7 · Z1 | Q3 · N35 |

|             |         |          |
| \| \| \| \| |         |          |
|             |         |          |
| U6 · D21    | R7 · Z1 | Q3 · N35 |

| U6 · D21 | R7 · Z1 | Q3 · N35 |

U historyków późniejszych (Maneton, Synkelos) występuje pod zgrecczonymi imionami Niebais i Miebis